# Football Club Stade Lausanne-Ouchy 2022-2023
Questa voce raccoglie le informazioni riguardanti il Football Club Stade Lausanne-Ouchy nelle competizioni ufficiali della stagione 2022-2023.

## Stagione
Nella stagione 2022-2023 lo Stade Lausanne-Ouchy, allenato da Anthony Braizat, concluse il campionato di Challenge League al 3º posto, vinse gli spareggi promozione-retrocessione contro il Sion e fu promosso in Super League. In Coppa Svizzera lo Stade Lausanne-Ouchy fu eliminato al secondo turno dallo Young Boys.

## Rosa
| N. |                        | Ruolo | Calciatore        |
| -- | ---------------------- | ----- | ----------------- |
| 1  | Svizzera (bandiera)    | P     | Dany Da Silva     |
| 4  | Stati Uniti (bandiera) | D     | Lucas Pos         |
| 5  | Kosovo (bandiera)      | D     | Lavdrim Hajrulahu |
| 6  | Angola (bandiera)      | C     | Giovani Bamba     |
| 7  | Francia (bandiera)     | A     | Charles Abi       |
| 8  | Francia (bandiera)     | C     | Romain Bayard     |
| 9  | Francia (bandiera)     | A     | Zachary Hadji     |
| 10 | Svizzera (bandiera)    | C     | Mergim Qarri      |
| 11 | Francia (bandiera)     | C     | Teddy Okou        |
| 12 | Camerun (bandiera)     | A     | Yvan Alounga      |
| 13 | Svizzera (bandiera)    | A     | Adonai Bandu      |
| 17 | Kosovo (bandiera)      | A     | Alban Ajdini      |
| 18 | Svizzera (bandiera)    | C     | Liridon Mulaj     |
| 19 | Svizzera (bandiera)    | P     | Niklas Steffen    |

| N. |                           | Ruolo | Calciatore         |
| -- | ------------------------- | ----- | ------------------ |
| 20 | Svizzera (bandiera)       | A     | Nathan Garcia      |
| 21 | Svizzera (bandiera)       | D     | Linus Obexer       |
| 22 | Camerun (bandiera)        | D     | Marc Tsoungui      |
| 23 | Francia (bandiera)        | D     | Rayan Kadima       |
| 24 | Costa d'Avorio (bandiera) | C     | Ogou Akichi        |
| 26 | Svizzera (bandiera)       | C     | Theophilious Opoku |
| 27 | Senegal (bandiera)        | D     | Lamine Gassama     |
| 29 | Comore (bandiera)         | D     | Mohamed Abdallah   |
| 30 | Svizzera (bandiera)       | P     | Tristan Zesiger    |
| 31 | Francia (bandiera)        | A     | Florian Danho      |
| 33 | Kosovo (bandiera)         | D     | Rejan Thaçi        |
| 34 | Iran (bandiera)           | C     | Shaho Maroufi      |
| 77 | Svizzera (bandiera)       | D     | Brandon Onkony     |
| 80 | Brasile (bandiera)        | C     | Carlos Lima        |

## Organigramma societario
Area tecnica
- Allenatore: Anthony Braizat
- Allenatore in seconda: Dalibor Stevanović
- Preparatore dei portieri: Zoran Lemajić
- Preparatori atletici:

## Calciomercato

### Sessione estiva
| Acquisti | Acquisti           | Acquisti         | Acquisti |
| R.       | Nome               | da               | Modalità |
| -------- | ------------------ | ---------------- | -------- |
| C        | Theophilious Opoku | Servette U-21    |          |
| A        | Yvan Alounga       | Lucerna          |          |
| D        | Lamine Gassama     | Sabadell         |          |
| D        | Elia Alessandrini  | Kriens           |          |
| C        | Yassine Barbouchi  | Vevey United     |          |
| C        | Carlos Lima        | Vevey United     |          |
| P        | Dany Da Silva      | Bulle            |          |
| D        | Bijan Dalvand      | Étoile Carouge   |          |
| A        | Florian Danho      | Stade Nyonnais   |          |
| A        | Nathan Garcia      | Bienne           |          |
| A        | Franck Koré        | Swift Hesperange |          |
| C        | Shaho Maroufi      | Stade Nyonnais   |          |
| D        | Linus Obexer       | Vaduz            |          |
| D        | Vincent Rüfli      | Étoile Carouge   |          |
| D        | Belly Vumbi        | Stade Nyonnais   |          |

| Cessioni | Cessioni           | Cessioni                | Cessioni |
| R.       | Nome               | a                       | Modalità |
| -------- | ------------------ | ----------------------- | -------- |
| A        | David Staffoni     | Concordia Losanna       |          |
| D        | Bijan Dalvand      | YF Juventus             |          |
| C        | Robin Kamber       | Górnik Zabrze           |          |
| D        | Gabriel Passi      | Signal Bernex-Confignon |          |
| C        | Andy Laugeois      | Soletta                 |          |
| C        | Yassine Barbouchi  | JA Drancy               |          |
| D        | Christopher Routis | Servette U-21           |          |
| D        | Vincent Rüfli      | Étoile Carouge          |          |
| C        | Carlos Lima        | Echallens               |          |
| D        | Belly Vumbi        | Stade Nyonnais          |          |
| A        | Sofyan Chader      | Clermont Foot           |          |
| D        | Stéphane Cueni     | Losanna                 |          |
| C        | Merlin Hadzi       | Vaduz                   |          |
| P        | Justin Hammel      | Grasshoppers            |          |
| D        | Nias Hefti         | Thun Berner Oberland    |          |
| A        | Brighton Labeau    | Losanna                 |          |
| D        | Rejan Thaçi        | Stade Nyonnais          |          |

### Sessione invernale
| Acquisti | Acquisti       | Acquisti      | Acquisti |
| R.       | Nome           | da            | Modalità |
| -------- | -------------- | ------------- | -------- |
| D        | Brandon Onkony | Chiasso       |          |
| A        | Charles Abi    | Saint-Étienne |          |

| Cessioni | Cessioni    | Cessioni       | Cessioni |
| R.       | Nome        | a              | Modalità |
| -------- | ----------- | -------------- | -------- |
| A        | Franck Koré | Stade Nyonnais |          |

## Risultati

### Challenge League

#### Prima fase, girone di andata
| Arbitro: | Thies |

|                              |           |            |
| Fargues 11’ Beyer 55’ (rig.) | Marcatori | 40’ Kadima |

| Arbitro: | Odiet |

|                    |           |                   |
| Hadji 35’ Okou 50’ | Marcatori | 3’ (rig.) Bahloul |

| Arbitro: | Huwiler |

|                      |           |                                    |
| Cortelezzi 8’ (rig.) | Marcatori | 40’ Ajdini 44’ Bamba 57’, 90’ Okou |

| Losanna 7 agosto 2022, ore 16:30 CEST 4ª giornata | Losanna | 0 – 0 referto | Stade Lausanne-Ouchy | Stadio della Tuilière (5 386 spett.)\| Arbitro: \| Thies \| |
| Arbitro:                                          | Thies   |               |                      |                                                             |

| Arbitro: | Kanagasingam |

|  |           |                            |
|  | Marcatori | 23’ González 82’ Bobadilla |

| Arbitro: | Turkes |

|                                         |           |                          |
| Fazliu 21’ Vladi 47’ (rig.), 82’ (rig.) | Marcatori | 25’, 64’ Okou 28’ Bayard |

| Arbitro: | von Mandach |

|                                        |           |            |
| Berisha 41’ (aut.) Guivarch 76’ (aut.) | Marcatori | 7’ Nuzzolo |

| Arbitro: | Piccolo |

|                 |           |                            |
| Ajdini 15’, 60’ | Marcatori | 1’, 17’ (rig.) Kyeremateng |

| Arbitro: | Wolfensberger |

|  |           |                 |
|  | Marcatori | 39’, 52’ Ajdini |

#### Prima fase, girone di ritorno
| Arbitro: | Bieri |

|                             |           |            |
| Hadji 27’ (rig.) Garcia 90’ | Marcatori | 42’ Grippo |

| Arbitro: | von Mandach |

|  |           |                      |
|  | Marcatori | 71’, 83’ (rig.) Okou |

| Arbitro: | Sanli |

|           |           |                                                         |
| Danho 80’ | Marcatori | 2’, 10’ Hasler 64’ Đokić 73’ Xhemajli 76’ (rig.) Dobras |

| Arbitro: | Odiet |

|  |           |                    |
|  | Marcatori | 40’ Danho 74’ Okou |

| Arbitro: | Staubli |

|                      |           |             |
| Qarri 30’ Garcia 75’ | Marcatori | 55’ Bunjaku |

| Arbitro: | Thies |

|                     |           |                |
| Ajdini 62’ Okou 72’ | Marcatori | 90’ Cortelezzi |

| Arbitro: | Piccolo |

|                        |           |          |
| Alili 12’ Havenaar 57’ | Marcatori | 45’ Okou |

| Arbitro: | Staubli |

|                                        |           |  |
| Danho 16’, 28’, 66’ Okou 49’ Qarri 64’ | Marcatori |  |

| Wil 26 novembre 2022, ore 18:00 CET 18ª giornata | Wil    | 0 – 0 referto | Stade Lausanne-Ouchy | Lidl Arena (1 412 spett.)\| Arbitro: \| Turkes \| |
| Arbitro:                                         | Turkes |               |                      |                                                   |

#### Seconda fase, girone di andata
| Arbitro: | von Mandach |

|                         |           |                                   |
| Hadji 14’ Hajrulahu 79’ | Marcatori | 32’, 47’ Suzuki 37’, 90’ Schwizer |

| Arbitro: | Odiet |

|             |           |  |
| Lusuena 70’ | Marcatori |  |

| Arbitro: | Turkes |

|                                          |           |                                   |
| Ajdini 44’ (rig.), 70’ Bayard 51’ (rig.) | Marcatori | 8’, 83’ Zumberi 9’, 37’ Lukembila |

| Arbitro: | von Mandach |

|                 |           |                   |
| Kyeremateng 65’ | Marcatori | 23’ (rig.) Ajdini |

| Arbitro: | Jaussi |

|  |           |                                                       |
|  | Marcatori | 5’ (rig.) Müller 38’ Navarro 39’ Bobadilla 44’ Hamdiu |

| Arbitro: | Dedukic |

|  |           |                  |
|  | Marcatori | 57’ (rig.) Hadji |

| Arbitro: | Piccolo |

|                   |           |                                |
| Hunziker 51’, 63’ | Marcatori | 12’ Hadji 90’ Mulaj 90’ Garcia |

| Losanna 18 marzo 2023, ore 18:00 CET 26ª giornata | Stade Lausanne-Ouchy | 0 – 0 referto | Vaduz | Stade Olympique de la Pontaise (312 spett.)\| Arbitro: \| Huwiler \| |
| Arbitro:                                          | Huwiler              |               |       |                                                                      |

| Arbitro: | Staubli |

|             |           |          |
| Ouhafsa 75’ | Marcatori | 53’ Okou |

#### Seconda fase, girone di ritorno
| Arbitro: | Drmic |

|                                 |           |                                             |
| Mulaj 39’ Alounga 49’ Bamba 53’ | Marcatori | 24’ Avdyli 25’ Fazliu 37’ (rig.), 68’ Vladi |

| Arbitro: | Dudic |

|                |           |               |
| Baldé 33’, 51’ | Marcatori | 30’ Hajrulahu |

| Arbitro: | Schärli |

|                    |           |                                   |
| Mulaj 24’ Okou 63’ | Marcatori | 38’ Ndongo 78’ (rig.) Kyeremateng |

| Arbitro: | von Mandach |

|                 |           |                     |
| Ndau 10’ (rig.) | Marcatori | 90’ Okou 90’ Ajdini |

| Arbitro: | Gianforte |

|                    |           |  |
| Mulaj 73’ Okou 87’ | Marcatori |  |

| Arbitro: | Drmic |

|                               |           |                                               |
| Hajrulahu 15’ (aut.) Vogt 28’ | Marcatori | 7’ Ajdini 29’ Okou 58’ Mulaj 72’ (rig.) Qarri |

| Arbitro: | Wolfensberger |

|                                          |           |               |
| Okou 22’ (rig.), 27’ Danho 72’ Mulaj 85’ | Marcatori | 16’ Rodrigues |

| Arbitro: | Gianforte |

|                        |           |                             |
| Rastoder 60’ Fosso 90’ | Marcatori | 49’ Ajdini 76’ (rig.) Mulaj |

| Arbitro: | von Mandach |

|                                                               |           |  |
| Ajdini 2’ Gassama 28’ Mulaj 33’ Danho 62’ Okou 67’ Garcia 90’ | Marcatori |  |

### Spareggio promozione-retrocessione
| Arbitro: | Cibelli |

|  |           |                     |
|  | Marcatori | 26’ Mulaj 58’ Bamba |

| Arbitro: | Schnyder |

|                                   |           |                            |
| Mulaj 6’, 89’ Ajdini 34’ Okou 81’ | Marcatori | 23’ Zuffi 39’ (rig.) Grgić |

### Coppa Svizzera
| Arbitro: | Sanli |

|                     |           |                                        |
| Alaj 11’ Chouik 32’ | Marcatori | 5’ Okou 42’, 55’ Hadji 75’, 86’ Garcia |

| Arbitro: | Staubli |

|  |           |           |
|  | Marcatori | 67’ Itten |

## Statistiche

### Statistiche di squadra
| Competizione                       | Punti | In casa | In casa | In casa | In casa | In casa | In casa | In trasferta | In trasferta | In trasferta | In trasferta | In trasferta | In trasferta | Totale | Totale | Totale | Totale | Totale | Totale | DR  |
| Competizione                       | Punti | G       | V       | N       | P       | Gf      | Gs      | G            | V            | N            | P            | Gf           | Gs           | G      | V      | N      | P      | Gf     | Gs     | DR  |
| ---------------------------------- | ----- | ------- | ------- | ------- | ------- | ------- | ------- | ------------ | ------------ | ------------ | ------------ | ------------ | ------------ | ------ | ------ | ------ | ------ | ------ | ------ | --- |
| Challenge League                   | 60    | 18      | 9       | 3       | 6       | 40      | 33      | 18           | 8            | 6            | 4            | 30           | 20           | 36     | 17     | 9      | 10     | 70     | 53     | +17 |
| Spareggio promozione-retrocessione | -     | 1       | 1       | 0       | 0       | 4       | 2       | 1            | 1            | 0            | 0            | 2            | 0            | 2      | 2      | 0      | 0      | 6      | 2      | +4  |
| Coppa Svizzera                     | -     | 1       | 0       | 0       | 1       | 0       | 1       | 1            | 1            | 0            | 0            | 5            | 2            | 2      | 1      | 0      | 1      | 5      | 3      | +2  |
| Totale                             | 60    | 20      | 10      | 3       | 7       | 44      | 36      | 20           | 10           | 6            | 4            | 37           | 22           | 40     | 20     | 9      | 11     | 81     | 58     | +23 |

### Andamento in campionato
| Giornata  | 1 | 2 | 3 | 4 | 5 | 6 | 7 | 8 | 9 | 10 | 11 | 12 | 13 | 14 | 15 | 16 | 17 | 18 | 19 | 20 | 21 | 22 | 23 | 24 | 25 | 26 | 27 | 28 | 29 | 30 | 31 | 32 | 33 | 34 | 35 | 36 |
| --------- | - | - | - | - | - | - | - | - | - | -- | -- | -- | -- | -- | -- | -- | -- | -- | -- | -- | -- | -- | -- | -- | -- | -- | -- | -- | -- | -- | -- | -- | -- | -- | -- | -- |
| Luogo     | T | C | T | T | C | T | C | C | T | C  | T  | C  | T  | C  | C  | T  | C  | T  | C  | T  | C  | T  | C  | T  | T  | C  | T  | C  | T  | C  | T  | C  | T  | C  | T  | C  |
| Risultato | P | V | V | N | P | N | V | N | V | V  | V  | P  | V  | V  | V  | P  | V  | N  | P  | P  | P  | N  | P  | V  | V  | N  | N  | P  | P  | N  | V  | V  | V  | V  | N  | V  |
| Posizione | 7 | 6 | 3 | 4 | 6 | 7 | 6 | 6 | 4 | 3  | 2  | 3  | 2  | 1  | 1  | 2  | 2  | 2  | 3  | 4  | 4  | 4  | 4  | 4  | 4  | 4  | 4  | 5  | 5  | 6  | 6  | 4  | 4  | 4  | 3  | 3  |

Legenda:

Luogo: C = Casa; T = Trasferta. Risultato: V = Vittoria; N = Pareggio; P = Sconfitta.

### Statistiche dei giocatori
| Giocatore       | Challenge League | Challenge League | Challenge League | Challenge League | Coppa Svizzera | Coppa Svizzera | Coppa Svizzera | Coppa Svizzera | Totale   | Totale | Totale      | Totale     |
| Giocatore       | Presenze         | Reti             | Ammonizioni      | Espulsioni       | Presenze       | Reti           | Ammonizioni    | Espulsioni     | Presenze | Reti   | Ammonizioni | Espulsioni |
| --------------- | ---------------- | ---------------- | ---------------- | ---------------- | -------------- | -------------- | -------------- | -------------- | -------- | ------ | ----------- | ---------- |
| M. Abdallah     | 24               | 0                | 3                | 1                | 1              | 0              | 0              | 0              | 25       | 0      | 3           | 1          |
| C. Abi          | 1                | 0                | 0                | 0                | 0              | 0              | 0              | 0              | 1        | 0      | 0           | 0          |
| A. Ajdini       | 36               | 13               | 2                | 0                | 2              | 0              | 0              | 0              | 38       | 13     | 2           | 0          |
| O. Akichi       | 29               | 0                | 7                | 0                | 1              | 0              | 0              | 0              | 30       | 0      | 7           | 0          |
| E. Alessandrini | 5                | 0                | 1                | 0                | 1              | 0              | 0              | 0              | 6        | 0      | 1           | 0          |
| Y. Alounga      | 16               | 1                | 1                | 1                | 2              | 0              | 0              | 0              | 18       | 1      | 1           | 1          |
| M. Asllani      | 5                | 0                | 0                | 0                | 0              | 0              | 0              | 0              | 5        | 0      | 0           | 0          |
| G. Bamba        | 33               | 2                | 10               | 0                | 2              | 0              | 1              | 0              | 35       | 2      | 11          | 0          |
| A. Bandu        | 0                | 0                | 0                | 0                | 0              | 0              | 0              | 0              | 0        | 0      | 0           | 0          |
| R. Bayard       | 28               | 2                | 9                | 1                | 2              | 0              | 1              | 0              | 30       | 2      | 10          | 1          |
| F. Danho        | 27               | 7                | 8                | 0                | 2              | 0              | 1              | 0              | 29       | 7      | 9           | 0          |
| N. Garcia       | 25               | 4                | 3                | 0                | 1              | 2              | 0              | 0              | 26       | 6      | 3           | 0          |
| L. Gassama      | 25               | 1                | 7                | 0                | 1              | 0              | 0              | 0              | 26       | 1      | 7           | 0          |
| Z. Hadji        | 30               | 5                | 4                | 0                | 2              | 2              | 0              | 0              | 32       | 7      | 4           | 0          |
| L. Hajrulahu    | 32               | 2                | 5                | 0                | 2              | 0              | 0              | 0              | 34       | 2      | 5           | 0          |
| R. Kadima       | 22               | 1                | 6                | 0                | 1              | 0              | 0              | 0              | 23       | 1      | 6           | 0          |
| F. Koré         | 6                | 0                | 0                | 0                | 0              | 0              | 0              | 0              | 6        | 0      | 0           | 0          |
| C. Lima         | 0                | 0                | 0                | 0                | 0              | 0              | 0              | 0              | 0        | 0      | 0           | 0          |
| S. Maroufi      | 8                | 0                | 1                | 0                | 0              | 0              | 0              | 0              | 8        | 0      | 1           | 0          |
| L. Mulaj        | 29               | 8                | 3                | 0                | 1              | 0              | 0              | 0              | 30       | 8      | 3           | 0          |
| L. Obexer       | 31               | 0                | 10               | 0                | 2              | 0              | 1              | 0              | 33       | 0      | 11          | 0          |
| T. Okou         | 32               | 19               | 8                | 0                | 2              | 1              | 0              | 0              | 34       | 20     | 8           | 0          |
| B. Onkony       | 0                | 0                | 0                | 0                | 0              | 0              | 0              | 0              | 0        | 0      | 0           | 0          |
| T. Opoku        | 10               | 0                | 3                | 0                | 1              | 0              | 0              | 0              | 11       | 0      | 3           | 0          |
| L. Pos          | 26               | 0                | 8                | 0                | 1              | 0              | 0              | 0              | 27       | 0      | 8           | 0          |
| M. Qarri        | 29               | 3                | 3                | 0                | 2              | 0              | 0              | 0              | 31       | 3      | 3           | 0          |
| D. Silva        | 24               | 0                | 2                | 0                | 0              | 0              | 0              | 0              | 24       | 0      | 2           | 0          |
| N. Steffen      | 12               | 0                | 1                | 0                | 2              | 0              | 0              | 0              | 14       | 0      | 1           | 0          |
| R. Thaçi        | 0                | 0                | 0                | 0                | 0              | 0              | 0              | 0              | 0        | 0      | 0           | 0          |
| M. Tsoungui     | 14               | 0                | 4                | 1                | 1              | 0              | 0              | 0              | 15       | 0      | 4           | 1          |
| T. Zesiger      | 0                | 0                | 0                | 0                | 0              | 0              | 0              | 0              | 0        | 0      | 0           | 0          |